# Sächsische Kanzleisprache
Die sächsische Kanzleisprache (auch Meißner Kanzleideutsch) entwickelte sich im Zeitalter des deutschen Humanismus. Sie bildete eine Voraussetzung für ein den Dialekten übergeordnetes allgemeines Standarddeutsch, wie es Martin Luther in seiner Bibelübersetzung von 1522 verwirklichte. Die sächsische Kanzleisprache – und somit auch das daraus entstandene Standarddeutsch – ist eine Ausgleichssprache auf der Grundlage spätmittelalterlicher ostmitteldeutscher und ostoberdeutscher Dialekte.
Der Verfall der mittelhochdeutschen höfischen Dichtung bedeutete ein vorläufiges Ende der gemeinsprachlichen Bestrebungen. In Mittel- und Oberdeutschland bestanden nach dem Untergang der Sprache des Rittertums über den Mundarten stehende, nur bedingt einheitliche landschaftliche Verkehrs- und Geschäftssprachen, insbesondere die Sprachen der fürstlichen und städtischen Kanzleien.
Somit trifft die Ansicht, dass die sächsische Kanzleisprache durch den Einfluss der Prager Kanzlei Karls IV. unter deren Leiter Johannes von Neumarkt geprägt wurde – und somit auch die werdende neuhochdeutsche Sprache –, nur in sehr beschränktem Maße zu. Die Prager Kanzleisprache war auf Prag und einige innerböhmische Städte begrenzt.
Der gewaltige Einfluss der Bibelübersetzung Luthers auf die deutsche Schriftsprache beruht zum einen darauf, dass Luther in der Mundart seiner mitteldeutschen Heimat aufgewachsen war, die sprachgeografisch zwischen den nord- und süddeutschen Dialekten eine Mittlerstelle einnimmt. Die Vertrautheit Luthers mit dem Sprachgebrauch der sächsischen Kanzlei bildete einen weiteren vereinheitlichenden Faktor bei der Schaffung der neuhochdeutschen Schriftsprache.
Die Orthographie der sächsischen Kanzleisprache breitete sich schnell in den mittel- und niederdeutschen Regionen aus, während man im oberdeutschen Süden im 16. Jahrhundert in der maximilianischen Kanzleisprache schrieb, aus der sich noch im 17. Jahrhundert die oberdeutsche Schreibsprache entwickelte, die im Süden erst ab etwa 1750 von den neuhochdeutschen Formen verdrängt wurden.